# Estádio Robina
O Estádio Robina, também conhecido como Cbus Super Stadium por motivos de patrocínio, é um estádio localizado na cidade de Gold Coast na Austrália. Foi inaugurado em 2008 e tem capacidade para 27 mil pessoas, sendo usado para jogos de rugby league e futebol.